# Keri Hilson
Keri Lynn Hilson, född 5 december 1982 i Decatur, Georgia, är en amerikansk singer/songwriter som har jobbat med många stora artister, bland andra Timbaland, Mary J. Blige, Ludacris, Nicole Scherzinger och Chris Brown. Hilson har även medverkat i en del av Ushers videor, bland annat Love in This Club.

## Karriär

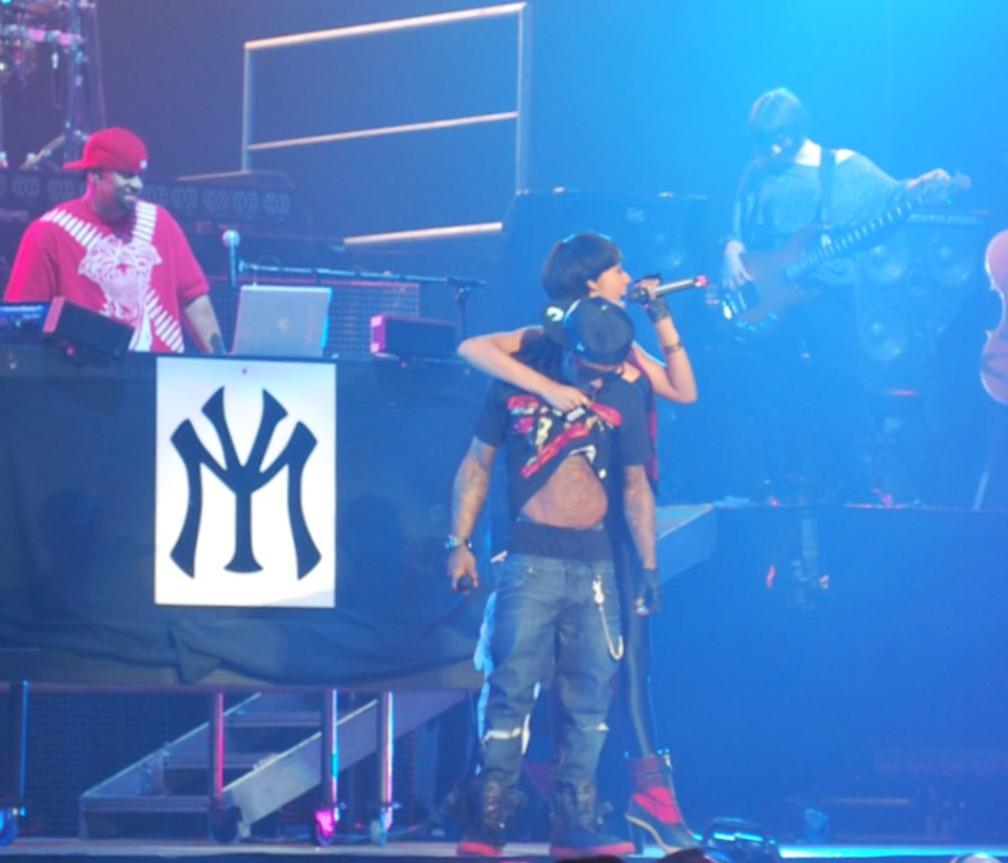
Keri Hilson och Lil Wayne uppträder på General Motors Place i Vancouver, januari 2009.

Hilsons debutalbum In a Perfect World... släpptes i mars 2009. Hon har om titeln sagt att den anspelar på att inget i världen är perfekt och att ingen person heller kan vara perfekt. Att vi alla går igenom svåra perioder i livet.

## Diskografi
- 2009: In a Perfect World...
- 2010: No Boys Allowed